# Сторічний (алмаз)
«Сторічний» — алмаз, виявлений в липні 1988 року — на сторічний ювілей відомої алмазодобувної фірми De Beers. У необробленому вигляді важив 599,10 карат. Після обробки одержано діамант вагою 273,85 карат, який має 247 граней. В травні 1991 року був розміщений до Лондонської Башти.